# Поседнуће (филм из 1999)
Поседнуће, познато и под насловом Уклетост, (енгл. The Haunting) амерички је хорор филм из 1999. године, редитеља Жана де Бонта, са Лијамом Нисоном, Кетрин Зитом-Џоунс, Овеном Вилсоном и Лили Тејлор у главним улогама. Представља римејк истоименог филма Роберта Вајза из 1963. године, као и другу адаптацију романа Уклета кућа на брду ауторке Ширли Џексон. Радња прати групу од четворо људи који истражују уклету кућу. Музику за филм компоновао је оскаровац Џери Голдсмит.
На римејку Поседнућа су првобитно почели да раде Стивен Спилберг и Стивен Кинг, који су заједно покушали да адаптирају роман Ширли Џексон. Због Спилбергових и Кингових креативних разлика, пројекат је обустављен. Кинг је своју визију сценарија искористио за мини-серију Роуз ред, док је Спилберг остао да ради на филму као извршни продуцент, унајмивши Дејвида Селфа да напише нови сценарио. Снимање је трајало од новембра 1998. до априла 1999, а премијера је била 23. јула 1999. Упркос комерцијалном успеху, филм је добио веома негативне оцене критичара и номинован је за пет Златних малина, које се додељују за најгора филмска остварења године.

## Радња
Еланор „Нел” Венс, која пати од инсомније, се 11 година бринула о својој непокретној мајци у стану у Бостону. Након мајчине смрти појављује се Нелина сестра Џејн, која са својим мужем долази да је обавести о томе да ће продати стан, како би се на време иселила. Суочена са бескућништвом, Нел одлучује да учествује о студији др Дејвида Мароуа, који проучава инсомнију у „Кући на брду”, у којој већ 90 година људи страдају на бизарне и неразјашњене начине, због чега се верује да је уклета...

## Улоге
| Глумац            | Улога             |
| ----------------- | ----------------- |
| Лили Тејлор       | Еланор „Нел” Венс |
| Лијам Нисон       | др Дејвид Мароу   |
| Кетрин Зита-Џоунс | Теодора „Тео”     |
| Овен Вилсон       | Лук Сандерсон     |
| Маријан Селдес    | госпођа Дадли     |
| Брус Дерн         | господин Дадли    |
| Аликс Коромзеј    | Мери Ламбета      |
| Тод Филд          | Тод Хакет         |
| Вирџинија Мадсен  | Џејн Венс         |
| Том Ирвин         | Лу                |
| Чарлс Данинг      | Хју Крејн         |